# جولیان گروند
جولیان گروند (انگلیسی: Julian Grundt؛ زادهٔ ۲۱ ژوئن ۱۹۸۸) بازیکن فوتبال اهل آلمان است.